# Harold and the Purple Crayon
Harold and the Purple Crayon es una película estadounidense de fantasía híbrida entre animación y acción real, dirigida por Carlos Saldanha a partir de un guion de David Guion y Michael Handelman, basado en el libro infantil de 1955 del mismo nombre de Crockett Johnson. Es protagonizada por Zachary Levi en el papel principal, con Lil Rel Howery, Benjamin Bottani, Jemaine Clement, Tanya Reynolds y Zooey Deschanel en papeles secundarios. La película sirve como una secuela del libro original, donde, después de que el aventurero Harold crece con su mágico crayón púrpura y sale de las páginas del libro hacia el mundo físico, descubre que tiene mucho que aprender sobre la vida real. 
Producida por Columbia Pictures en asociación con el productor John Davis a través de Davis Entertainment, una producción de Scholastic Entertainment, Harold and the Purple Crayon fue estrenada en los Estados Unidos por Sony Pictures Releasing el 2 de agosto de 2024.

## Reparto
- Zachary Levi como Harold, un hombre que ha tenido un crayón morado mágico desde su infancia que hace que todo lo que dibuja cobre vida[2][3]
- Lil Rel Howery como Moose, un alce que es uno de los amigos de Harold y se vuelve humano en el mundo real[4]
- Benjamin Bottani como Mel
- Zooey Deschanel como Terry[5]
- Jemaine Clement como Gary[6]
- Tanya Reynolds como Porcupine, un puercoespín que es uno de los amigos de Harold y se vuelve humano en el mundo real[7]
- Alfred Molina
- Ravi Patel[8]
- Camille Guaty[9]
- Pete Gardner[10]
- Seth Robbins

## Producción

### Primeros intentos
En 1992, John B. Carls formó la productora de películas familiares, Wild Things Productions, con Maurice Sendak, escritor e ilustrador de Donde viven los monstruos. Adquirieron los derechos de otros libros para niños, incluido Harold y el Lápiz Color Morado y cuyo autor, Crockett Johnson, fue mentor de Sendak. Sendak y Denise Di Novi fueron los productores. Alrededor de 1994, Michael Tolkin fue contratado para escribir el guion y Henry Selick iba a dirigir, pero Selick pasó a dirigit James and the Giant Peach para Walt Disney Pictures. Carls eligió a Spike Jonze para desarrollar la película, como una combinación de acción real y animación. David O. Russell fue contratado para ayudar con las reescrituras. Se iniciaron múltiples guiones, casting, guiones gráficos y trabajos de animación, pero Jonze tuvo que abandonar el proyecto después de más de un año trabajando en él cuando la nueva dirección de TriStar Pictures lo detuvo, dos meses antes de que comenzara la fotografía principal.
En febrero de 2010, se informó que Columbia Pictures, Sony Pictures Animation, Amblin Entertainment de Steven Spielberg y Overbrook Entertainment de Will Smith estaban desarrollando una adaptación cinematográfica animada por CGI de Harold y el Lápiz Color Morado, que sería producida por Smith y James. Lassiter y escrita por Josh Klausner. En diciembre de 2016, se informó que la película también sería escrita por Dallas Clayton.

### Resurgimiento
El 1 de febrero de 2021, se informó que Zachary Levi protagonizaría la película, aunque inicialmente no se dijo qué papel desempeñaría en ese momento, excepto que la película ahora sería una combinación de acción en vivo y animación. También se anunció que Carlos Saldanha fue designado para dirigir la nueva película, y que David Guion y Michael Handelman reemplazaron a Klausner y Clayton como guionistas, con John Davis produciendo bajo su marca Davis Entertainment. Lil Rel Howery fue anunciado como parte del elenco el 11 de enero de 2022. Zooey Deschanel y Ravi Patel se añadieron al reparto en febrero de 2022. Camille Guaty fue elegida el 1 de marzo de 2022. Tanya Reynolds y Pete Gardner se unieron en mayo de 2022. En enero de 2024, se reveló que Jemaine Clement se había unido al elenco, uniéndose a Saldanha después de haber interpretado previamente a Pepillo en Río (2011) y su secuela Río 2 (2014).
A principios de 2022, se llevó a cabo un rodaje de acción real en el área de Atlanta, Georgia. Gabriel Beristain se desempeñó como director de fotografía.

### Posproducción
Tia Nolan se desempeña como editora de la película.

## Música
En febrero de 2023, se anunció que Batu Sener, quien anteriormente proporcionó música adicional a películas compuestas por el colaborador frecuente de Saldanha, John Powell, compondría la banda sonora de la película.

## Estreno
Harold and the Purple Crayon fue estrenada en cines el 2 de agosto de 2024. Originalmente estaba previsto su estreno para el 27 de enero de 2023, y posteriormente para el 30 de junio de 2023.

### Marketing
Los primeros pósteres se lanzaron el 13 de marzo de 2024, confirmando que Harold sería interpretado por Levi y que el personaje, originalmente un niño, sería interpretado como un hombre adulto en la película. El 20 de marzo de 2024 se lanzó un avance de la película.